# Benjamín Subercaseaux
Benjamín Subercaseaux (1902 — Tacna, 11 de março de 1973) foi um escritor, pesquisador científico e diplomata chileno.

## Prêmios
Benjamín Subercaseaux ganhou o Prêmio Nacional de Literatura do Chile em 1963.